# Millán Bravo Lozano
Millán Bravo Lozano (Las Grañeras, León, 1932 - Valladolid, 5 de noviembre de 1997) fue un Latinista y profesor español. Fue el responsable de la edición en España de Historia de la Lógica Formal (1966), de Józef Maria Bocheński. 

## Biografía
Catedrático de Filología de la Universidad de Valladolid. Es uno de los máximos especialistas en el Camino de Santiago. En julio de 1975, cuatro meses antes de concluir la dictadura del general Franco, fue cofundador de Federación de Estudios Independientes, SA, con otras personalidades políticas (de distinto signo) y sociales del momento. Además fue miembro de la Alianza Regional de Castilla y León, así como miembro fundador y primer presidente del desaparecido PANCAL.
Fue traductor y editor del Codex Calixtinus y de su libro de peregrinación y catedrático de la Universidad de Valladolid. Fundador de las revistas de alta especialización Durius y Iacobus, del Centro de Estudios del Camino de Santiago, de las asociaciones de amigos del Camino de Santiago de Sahagún y Valladolid, creador de grupos de caminantes por la ruta jacobea, promotor de congresos y exposiciones sobre la ruta jacobea y uno de los mayores expertos y bibliófilos de la literatura peregrinal.

## Obras
- Contribución al estudio de la terminología lógica de Boecio (1965)
- Latín: 2o. BUP (1980)
- Dedicatoria del cuadro de Isabel II por la Universidad de Salamanca: polémica con el latinista Raimundo Miguel (1982)
- Guía del peregrino medieval: ("Codex Calixtinus") (1991)
- El Liber peregrinationis de Aymeric Picaud (c. 1130), primera guía medieval del Camino de Santiago: lección inaugural del curso 1991-1992 (1991)
- ¿Platón enemigo del arte? (1992)
- Aspecto de la latinización de la terminología filosófica en Roma (1993)
- El camino de Santiago inolvidable (1994)
- Tú miércoles(1995)